# Asbury (Missouri)
Asbury és una població dels Estats Units a l'estat de Missouri. Segons el cens del 2000 tenia 218 habitants.

## Demografia
Segons el cens del 2000, Asbury tenia 218 habitants, 85 habitatges, i 61 famílies. La densitat de població era de 240,5 habitants per km².
Dels 85 habitatges en un 34,1% hi vivien nens de menys de 18 anys, en un 61,2% hi vivien parelles casades, en un 4,7% dones solteres, i en un 28,2% no eren unitats familiars. En el 23,5% dels habitatges hi vivien persones soles el 5,9% de les quals corresponia a persones de 65 anys o més que vivien soles. El nombre mitjà de persones vivint en cada habitatge era de 2,56 i el nombre mitjà de persones que vivien en cada família era de 3,05.
Per edats la població es repartia de la següent manera: un 25,7% tenia menys de 18 anys, un 11% entre 18 i 24, un 33,5% entre 25 i 44, un 21,1% de 45 a 60 i un 8,7% 65 anys o més.
L'edat mediana era de 34 anys. Per cada 100 dones de 18 o més anys hi havia 121,9 homes.
La renda mediana per habitatge era de 28.125 $ i la renda mediana per família de 35.417 $. Els homes tenien una renda mediana de 24.875 $ mentre que les dones 20.625 $. La renda per capita de la població era de 15.205 $. Entorn del 4,8% de les famílies i el 10% de la població estaven per davall del llindar de pobresa.

## Poblacions més properes
El següent diagrama mostra les poblacions més properes.